# ماب (قمر)
ماب یکی از قمرهای داخلی اورانوس است. این قمر در سال ۲۰۰۳ توسط مارک شووالتر و جک لیساور با استفاده از تلسکوپ فضایی هابل کشف شد، نام آن از یکی از شخصیت‌های ادبیات شفاهی انگلیس به نام ملکه ماب، که در نمایشنامه رومئو و ژولیت شکسپیر نیز مورد اشاره قرار گرفته است، گرفته شده‌است.
ماب به دلیل کوچک و تیره بودن در تصاویر گرفته شده توسط وویجر ۲ در سال ۱۹۸۶ دیده نشد. قمر پردیتا که از این قمر تیره‌تر بود، در سال ۱۹۹۷ از روی عکس‌های وویجر کشف شد. در نتیجه دانشمندان به بررسی مجدد عکس‌های قدیمی پرداختند و در نهایت قمر ماب در عکس‌ها کشف شد.
هنوز اندازه دقیق ماب مشخص نیست. اگر تیرگی آن به اندازه پاک باشد، قطری در حدود ۲۴ کیلومتر دارد. از سوی دیگر اگر روشن‌تر از قمر میراندا باشد، ممکن است حتی از کیوپید نیز کوچک‌تر باشد.
مدار ماب به شدت آشفته است. منبع واقعی آشفتگی هنوز شناخته نشده است، ولی احتمال دارد یکی از قمرهای مجاور باشد.
مدار ماب و حلقه غبار μ تقریباً به یک فاصله از اورانوس هستند. این قمر از اندازه بهینه برای تولید غبار برخوردار است. بر خلاف آن، احتمالاً بلیندا باعث عدم ایجاد حلقه در اطراف پردیتا و کیوپید می‌شود.